# Nottjärnen (Töre socken, Norrbotten)
Nottjärnen är en sjö i Kalix kommun i Norrbotten och ingår i Töreälvens huvudavrinningsområde. Sjön har en area på 0,0346 kvadratkilometer och ligger 80 meter över havet.

## Delavrinningsområde
Nottjärnen ingår i det delavrinningsområde (734585-180728) som SMHI kallar för Mynnar i Töreälven. Medelhöjden är 86 meter över havet och ytan är 12,98 kvadratkilometer. Det finns ett avrinningsområde uppströms, och räknas det in blir den ackumulerade arean 27,81 kvadratkilometer. Kvarnbäcken som avvattnar avrinningsområdet har biflödesordning 2, vilket innebär att vattnet flödar genom totalt 2 vattendrag innan det når havet efter 18 kilometer. Avrinningsområdet består mestadels av skog (81 procent). Avrinningsområdet har 0,58 kvadratkilometer vattenytor vilket ger det en sjöprocent på 4,5 procent.